# Канцониссима
«Canzonissima» (Канцониссима; с итал. — «Лучшая песня») — популярная итальянская телевизионная передача, выходившая в эфир с 1956 по 1975 год на телеканале Rai 1. В программе принимали участие как актёры, комики, танцоры, различные публичные деятели, так и певцы, со временем песенный конкурс молодых исполнителей стал основной частью шоу. Также в эфире проводилась ежегодная национальная лотерея.

## История
Впервые программа вышла в эфир в 1956 году на радио под названием «Le canzoni della fortuna» (с итал. — «Песня удачи») и вызвала большой интерес публики. В следующем году было принято решение перенести конкурс на телевидение под новым названием «Voci e volti della fortuna» (с итал. — «Голос и лицо удачи»). Режиссёром стал Лино Прокаччи, а сценаристом — Джанфранко Беттетини. Теперь в программе принимали участие профессиональные певцы и исполнители-новички из разных уголков Италии, которые соревновались друг с другом.
В 1958 году название передачи меняется на «Canzonissima», в программе принимают участие всё больше звёзд эстрады. Теперь же в зале присутствовали и зрители, которые могли отдавать свои голоса и влиять на ход голосования.
В 1962 году разыгранная в эфире сценка от Дарио Фо и Франки Раме о строительном бизнесмене, который не обеспечил безопасность на стройплощадке, вызвала возмущение у руководства Rai и ведущие были позже сняты с эфира после возмущений в прессе. Их место предложили Вальтеру Кьяри, который поначалу согласился, но вскоре отказался из-за слишком сильной цензуры его текстов. На место ведущих вскоре пригласили Сандру Мондаини и Тино Буаццелли, финальный вечер сезона провёл Коррадо Мантони.
С 1963 по 1967 год конкурс выходил под разными названиями: «Gran Premio», «Napoli contro tutti», «La prova del nove», «Scala reale» и «Partitissima». В 1968 году передача вновь называется «Canzonissima» и ведут программу Вальтер Кьяри, Паоло Панелли и Мина.
В 1970 году в эфир вышла программа с ведущими Коррадо Мантони и Рафаэллой Карра, дебютный сингл «Ma che musica maestro» которой был использован в новой заставке, песня стала большим хитом и достигла второго места в хит-параде Италии. Также зрителям запомнился танец Раффаэллы Карра и Альберто Сорди под песню «Tuca tuca».
С 1970 по 1975 год победители конкурса отправлялись в качестве конкурсантов на «Евровидение».
С 1975 года программа перестала выходить в эфир. В 2010 году в планах было возрождение программы с ведущими Джанни Моранди и Элизабеттой Каналис, однако из-за финансовых проблем проект так и не был реализован.

## Сезоны
| Год  | Название                   | Трансляция       | Трансляция    | Ведущие | Победитель                                  |
| Год  | Название                   | Премьера         | Финал         | Ведущие | Победитель                                  |
| ---- | -------------------------- | ---------------- | ------------- | --- | ------------------------------------------- |
| 1956 | Le canzoni della fortuna   | 14 октября 1956  | 6 января 1957 | Адриана Серра, Раффаель Пизу, Антонелла Стени, Ренато Тури                                                                       | Нунцио Галло «Mamma»                        |
| 1956 | Le canzoni della fortuna   | 14 октября 1956  | 6 января 1957 | Адриана Серра, Раффаель Пизу, Антонелла Стени, Ренато Тури                                                                       | Дженнаро Латилла «Buon anno, buona fortuna» |
| 1957 | Voci e volti della fortuna | 8 октября 1957   | 6 января 1958 | Энцо Тортора, Сильвио Ното, Антонелла Стени, Ренато Тури                                                                         | Аурелио Фиерро «Scapricciatiello»           |
| 1958 | Canzonissima               | 22 октября 1958  | 4 января 1959 | Ренато Тальяни, Уго Тоньяцци, Вальтер Кьяри, Джанни Агус, Энза Солди, Лауретта Масьеро, Шилла Габель, Коррадо Пани               | Нилла Пицци «L’edera»                       |
| 1959 | Canzonissima               | 21 октября 1959  | 6 января 1960 | Делия Скала, Паоло Панелли, Нино Манфреди                                                                                        | Джо Сентьери «Piove»                        |
| 1960 | Canzonissima               | 15 октября 1960  | 6 января 1961 | Альберто Лионелло, Лауретта Масьеро, Арольдо Тьери, Лилли Лембо                                                                  | Тони Даллара «Romantica»                    |
| 1961 | Canzonissima               | 10 октября 1961  | 6 января 1962 | Сандра Мондаини, Энцо Гариней, Тони Уччи, Карлетто Спозито, Анна Мария Гамбринери, Паоло Поли, Альберто Бонуччи, Коррадо Мантони | Тони Даллара «Bambina bambina»              |
| 1962 | Canzonissima               | 11 октября 1962  | 6 января 1963 | Дарио Фо, Франка Раме, Мария Грация Пичетти, Тино Буаццелли, Сандра Мондаини, Коррадо Мантони                                    | Тони Ренис «Quando quando quando»           |
| 1963 | Gran Premio                | 26 сентября 1963 | 6 января 1964 | Лина Волоньги, Джильберто Гови                                                                                                   | Команда Сицилии                             |
| 1964 | Napoli contro tutti        | 1964             | 1964          | Нино Таранто, Надя Грей | Клаудио Вилла «O sole mio»                  |
| 1965 | La prova del nove          | 29 сентября 1965 | 6 января 1966 | Коррадо Мантони, Вальтер Кьяри, Алиса и Эллен Кесслер                                                                            | Джанни Моранди «Non son degno di te»        |
| 1966 | Scala reale                | 25 октября 1966  | 6 января 1967 | Пеппино Де Филиппо | Клаудио Вилла «Granada»                     |
| 1967 | Partitissima               | 23 сентября 1967 | 6 января 1968 | Альберто Лупо, Франко Франки, Чиччо Инграссия                                                                                    | Далида «Dan dan dan»                        |
| 1968 | Canzonissima               | 26 сентября 1968 | 6 января 1969 | Мина, Вальтер Кьяри, Паоло Панелли                                                                                               | Джанни Моранди «Scende la pioggia»          |
| 1969 | Canzonissima               | 27 сентября 1969 | 6 января 1970 | Джонни Дорелли, Раймондо Вианелло, Алиса и Эллен Кесслер, Сандра Мондаини, Паоло Вилладжо                                        | Джанни Моранди «Ma chi se ne importa»       |
| 1970 | Canzonissima               | 10 октября 1970  | 6 января 1971 | Коррадо Мантони, Рафаэлла Карра                                                                                                  | Массимо Раньери «Vent’anni»                 |
| 1971 | Canzonissima               | 9 октября 1971   | 6 января 1972 | Коррадо Мантони, Рафаэлла Карра, Алигьеро Носкезе                                                                                | Николя Ди Бари «Chitarra suona più piano»   |
| 1972 | Canzonissima               | 7 октября 1972   | 6 января 1973 | Пиппо Баудо, Лоретта Годжи | Массимо Раньери «Erba di casa mia»          |
| 1973 | Canzonissima               | 6 октября 1973   | 6 января 1974 | Пиппо Баудо, Мита Медичи | Джильола Чинкветти «Alle porte del sole»    |
| 1974 | Canzonissima               | 6 октября 1974   | 6 января 1975 | Рафаэлла Карра, Коки и Ренато, Майк Бонджорно, Топо Джиджио                                                                      | Wess & Dori Ghezzi «Un corpo e un’anima»    |
| 1974 | Canzonissima               | 6 октября 1974   | 6 января 1975 | Рафаэлла Карра, Коки и Ренато, Майк Бонджорно, Топо Джиджио                                                                      | Тони Сантагата «Lu maritiello»              |